# MAN TGL
MAN TGL (заводські індекси N01…N05, N11…N15, N49, N60, N61) — серія вантажівок повною масою 7,49-12 т, що виготовляється компанією MAN з 2005 року. Ці автомобілі використовуються, залежно від типу шасі і кабіни, в самих різних областях перевезень: доставки вантажів по місту, регіону і на далекі відстані, на будівництвах, у муніципальних міських і комунальних службах. Шасі TGL відрізняє відносно низька власна маса, за рахунок чого досягається, в порівнянні з серією LE2000, більша на 250 кг вантажопідйомність при тій же повній масі.
У 2005 році на виставці European Road Transport Show в Амстердамі вантажівка MAN TGL отримала нагороду «Truck of the Year 2006» («Вантажівка 2006 року»).

## Перше покоління (2005-2020)

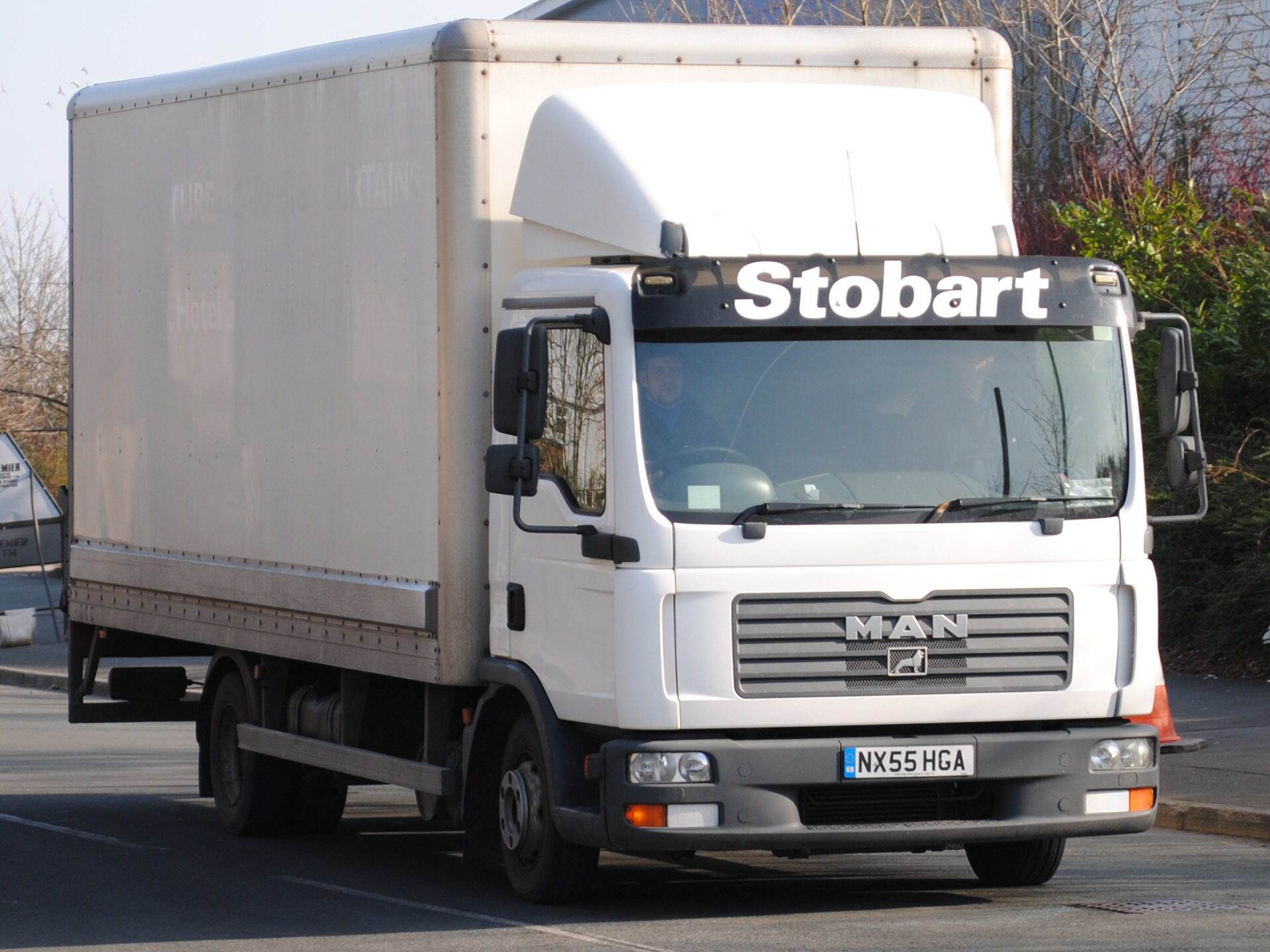
MAN TGL 12.210 (2005—2008)

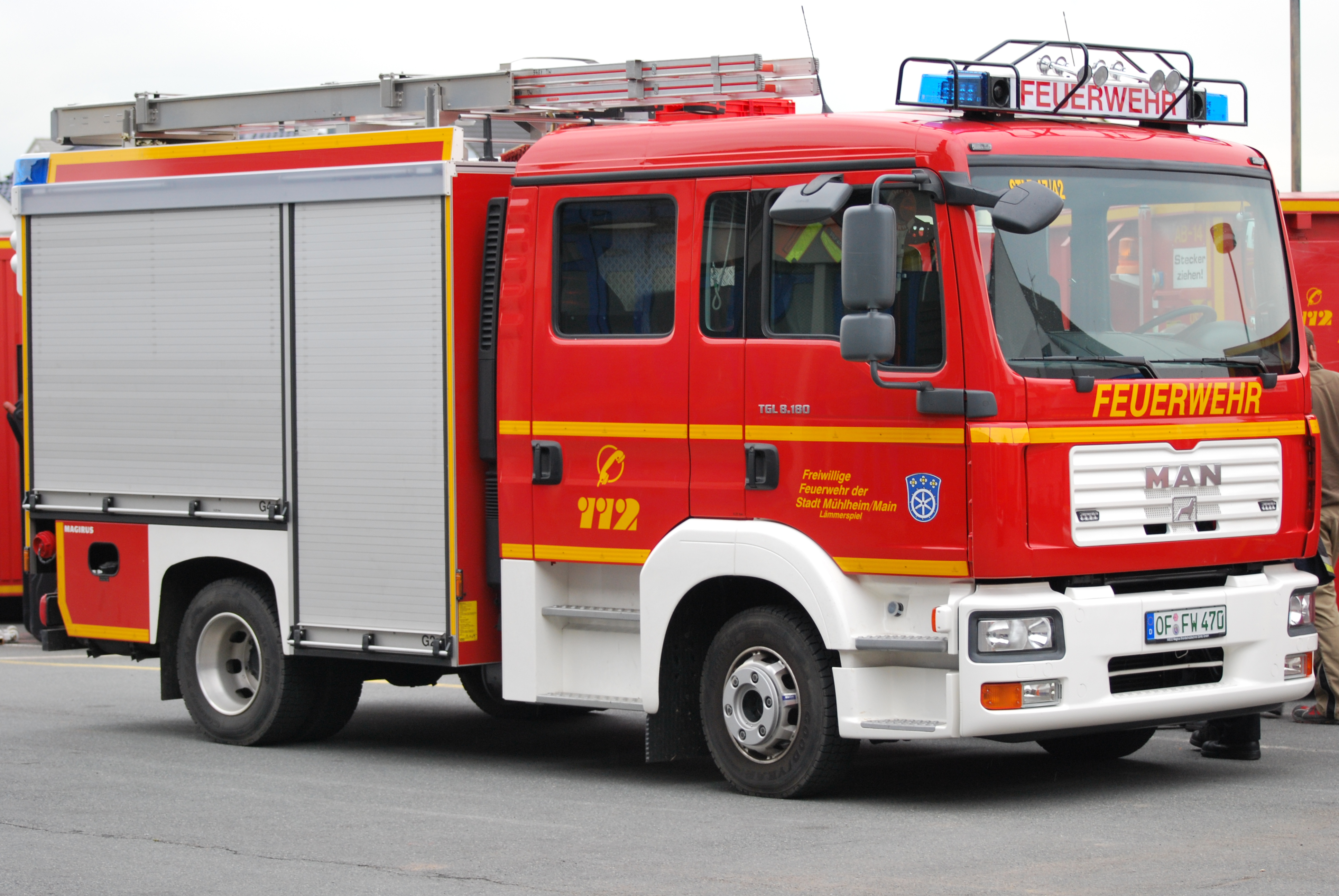
MAN TGL 8.180 (2005—2008)

Конструктивний ряд TGL ділиться на чотири класи залежно від повної маси: 7,5, 8, 10 і 11,99 т. (У Німеччині на транспортному засобі, зареєстрованому з нормативною масою менше 12 т, можна користуватися дорогами безкоштовно). Повна нормативна маса автопоїзда для автомобіля повною масою 7,5 т, дорівнює 11,99 т, а для автомобіля повною масою 11,99 т, оснащеного 240-сильним двигуном, — 24 т. Найлегший MAN, що випускається з короткою кабіною С, має колісну базу від 3300 до 4850 мм. Вантажівки повною масою 8-12 т мають варіанти кабін С (компактна), L (з одним спальним місцем) і LX (з двома спальними місцями) та колісні бази від 3050 до 6700 мм. При максимальній базі корисна довжина вантажної платформи може доходити до 10 м. Всі три кабіни мають ширину (без крил) 2240 мм. Внутрішня висота (від підлоги до стелі) у кабін С, L і LX відповідно — 1569, 1645 і 1925 мм. Також на автомобілі може встановлюватися кабіна DoKa — з двома рядами сидінь.

### Кабіна
Кабіна фіксується на чотирьохточкових опорах і перекидається для доступу до двигуна гідравлічним пристроєм. У всіх кабінах використовується система вентиляції і обігріву з фільтрами чистого повітря. Встановлюють сидіння з підголовниками і вбудованими ременями безпеки, що мають триточкове кріплення. Сидіння підвищеної комфортабельності забезпечені пневматичними ресорами, опорою для поперекового відділу хребта і підігрівом. Є так званий пакет «комфорт» з кліматичною установкою, електричними склопідйомниками, сонцезахисними козирками.

### Двигуни
Автомобілі оснащуються модернізованими рядними дизельними двигунами D08 (у прийнятому на MAN позначенні даються дві останні цифри діаметра циліндра — в даному випадку 108 мм). 4-циліндрові дизелі D 0834 мають робочий об'єм 4,58 л і потужність 150, 180, 206 і 220 к.с., 6-циліндрові D 0836 — 6,87 л потужністю 240 і 250 к.с. Мотори обладнані безпосереднім уприскуванням палива Common Rail другого покоління фірми Bosch (c тиском у системі до 1600 бар), чотирма клапанами на циліндр, рециркуляцією відпрацьованих газів (технологія EGR), двоступінчастим турбонаддувом і двома охолоджувачами надувного повітря. При установці оригінальному пилового фільтра MAN PM-Kat ® двигуни виконують вимоги норм Євро-4 без застосування дорогої технології SCR, при якій в систему випуску повинна впорскуватися добавка AdBlue на основі дистильованої води та сечовини. При використанні на цих дизелях технології SCR вони будуть відповідати нормам Євро-5.
Двигуни під замовлення забезпечуються спеціальною системою гальмування двигуном EVB (Exhaust Valve Brake), за рахунок чого гальмівна потужність може досягати 180 кВт. 150-сильний двигун агрегатується з 5-ступінчастою коробкою передач ZF з ручним перемиканням Ecolite S5-42, 180 — і 206 сильні — з 6-ступінчастими типів Ecolite 6S-700/ 6S-800/ 6S-850/ 6S-1000. 4-циліндрові мотори також можуть компонуватися тими ж 6-ступінчастими, але автоматизованими коробками ZF AS Tronic Lite з системою MAN TipMatic®, яка базується на механічній коробці ZF-Ecolite. Вибір швидкостей проводиться електронікою, включення — через гідравлічні циліндри, також через гідроциліндр автоматично витискається механічне зчеплення. З 6-циліндровим двигуном встановлюється 9-ступінчаста механічна коробка ZF типу Ecomid 9S-1310, роботизована 12-ти ступінчаста типу AS Tronic Mid 12AS-1210 або Eaton типу FS8309/FSO8309- з вісьмома прямими передачами і понижуючої (Crawler).
| Модель                                                    | Код двигуна MAN                                          | Об'єм см3                                                | Діаметр × хід поршня мм                                  | Потужність кВт (к.с.) при об/хв                          | Крутний момент Нм при об/хв                              | Норми викидів газів                                      | Система живлення                                         |
| 4-х цилиндрові рядні дизельні двигуни (турбо інтеркулер)  | 4-х цилиндрові рядні дизельні двигуни (турбо інтеркулер) | 4-х цилиндрові рядні дизельні двигуни (турбо інтеркулер) | 4-х цилиндрові рядні дизельні двигуни (турбо інтеркулер) | 4-х цилиндрові рядні дизельні двигуни (турбо інтеркулер) | 4-х цилиндрові рядні дизельні двигуни (турбо інтеркулер) | 4-х цилиндрові рядні дизельні двигуни (турбо інтеркулер) | 4-х цилиндрові рядні дизельні двигуни (турбо інтеркулер) |
| --------------------------------------------------------- | -------------------------------------------------------- | -------------------------------------------------------- | -------------------------------------------------------- | -------------------------------------------------------- | -------------------------------------------------------- | -------------------------------------------------------- | -------------------------------------------------------- |
| xx.150                                                    | D0834LFL40                                               | 4580                                                     | ø108 × 125                                               | 110 (150) 2400                                           | 570 1400                                                 | Євро-3                                                   | Common Rail                                              |
| xx.150                                                    | D0834LFL50 D0834LFL53                                    | 4580                                                     | ø108 × 125                                               | 110 (150) 2400                                           | 570 1400                                                 | Євро-4 PM-Kat                                            | Common Rail                                              |
| xx.150                                                    | D0834LFL63                                               | 4580                                                     | ø108 × 125                                               | 110 (150) 2400                                           | 570 1400                                                 | Євро-5 Oxi-Kat                                           | Common Rail                                              |
| xx.150                                                    | D0834LFL60                                               | 4580                                                     | ø108 × 125                                               | 110 (150) 2400                                           | 570 1400                                                 | EEV PM-Kat                                               | Common Rail                                              |
| xx.150                                                    | D0834LFL66                                               | 4580                                                     | ø108 × 125                                               | 110 (150) 2300                                           | 570 1400                                                 | Євро-6 SCR+CRT                                           | Common Rail                                              |
| xx.180                                                    | D0834LFL41                                               | 4580                                                     | ø108 × 125                                               | 132 (180) 2400                                           | 700 1400                                                 | Євро-3                                                   | Common Rail                                              |
| xx.180                                                    | D0834LFL51 D0834LFL54                                    | 4580                                                     | ø108 × 125                                               | 132 (180) 2400                                           | 700 1400                                                 | Євро-4 PM-Kat                                            | Common Rail                                              |
| xx.180                                                    | D0834LFL64                                               | 4580                                                     | ø108 × 125                                               | 132 (180) 2400                                           | 700 1400                                                 | Євро-5 Oxi-Kat                                           | Common Rail                                              |
| xx.180                                                    | D0834LFL61                                               | 4580                                                     | ø108 × 125                                               | 132 (180) 2400                                           | 700 1400                                                 | EEV PM-Kat                                               | Common Rail                                              |
| xx.180                                                    | D0834LFL67 D0834LFL75                                    | 4580                                                     | ø108 × 125                                               | 132 (180) 2300                                           | 700 1400                                                 | Євро-6 SCR+CRT                                           | Common Rail                                              |
| xx.210                                                    | D0834LFL42                                               | 4580                                                     | ø108 × 125                                               | 151 (205) 2400                                           | 830 1400                                                 | Євро-3                                                   | Common Rail                                              |
| xx.210                                                    | D0834LFL52 D0834LFL55                                    | 4580                                                     | ø108 × 125                                               | 151 (205) 2400                                           | 830 1400                                                 | Євро-4 PM-Kat                                            | Common Rail                                              |
| xx.220                                                    | D0834LFL65                                               | 4580                                                     | ø108 × 125                                               | 162 (220) 2400                                           | 850 1300-1800                                            | Євро-5 Oxi-Kat                                           | Common Rail                                              |
| xx.220                                                    | D0834LFL62                                               | 4580                                                     | ø108 × 125                                               | 162 (220) 2400                                           | 850 1300-1800                                            | EEV PM-Kat                                               | Common Rail                                              |
| xx.220                                                    | D0834LFL68 D0834LFL76                                    | 4580                                                     | ø108 × 125                                               | 162 (220) 2300                                           | 850 1300-1800                                            | Євро-6 SCR+CRT                                           | Common Rail                                              |
| 6-ти цилиндрові рядні дизельні двигуни (турбо інтеркулер) |                                                          |                                                          |                                                          |                                                          |                                                          |                                                          |                                                          |
| xx.240                                                    | D0836LFL40                                               | 6871                                                     | ø108 × 125                                               | 176 (239) 2400                                           | 925 1200-1800                                            | Євро-3                                                   | Common Rail                                              |
| xx.240                                                    | D0836LFL50 D0836LFL53                                    | 6871                                                     | ø108 × 125                                               | 176 (239) 2300                                           | 925 1200-1800                                            | Євро-4 PM-Kat                                            | Common Rail                                              |
| xx.250                                                    | D0836LFL63 D0836LFL69                                    | 6871                                                     | ø108 × 125                                               | 184 (250) 2300                                           | 1000 1100-1750                                           | Євро-5 Oxi-Kat                                           | Common Rail                                              |
| xx.250                                                    | D0836LFL60                                               | 6871                                                     | ø108 × 125                                               | 184 (250) 2300                                           | 1000 1100-1750                                           | EEV PM-Kat                                               | Common Rail                                              |
| xx.250                                                    | D0836LFL66 D0836LFL75                                    | 6871                                                     | ø108 × 125                                               | 184 (250) 2200                                           | 1000 1200-1750                                           | Євро-6 SCR+CRT                                           | Common Rail                                              |

Примітки:
- PM-Kat: Particulate Matter (сажовий фільтр).
- EEV: Enhanced Environmentally friendly Vehicle (автомобіль з підвищіними екологичними якостями).
- SCR: Selective Catalytic Reduction (селективна каталітична нейтралізація) з AdBlue® як реагентом.
- CRT: Continuously Regenerating Trap (сажовий фільтр з постійною регенерацією)

### Ходова частина
Вантажівки виготовляються з колісною формулою 4x2. Підвіска — на параболічних ресорах, ззаду для всіх класів автомобілів по тоннажу може встановлюватися пневмопідвіска з діапазоном вертикального переміщення до 200 мм. За рахунок 17,5-дюймових коліс машини мають низьку посадку в кабіну і невелику висоту завантаження.

### Фейсліфтинг 2008

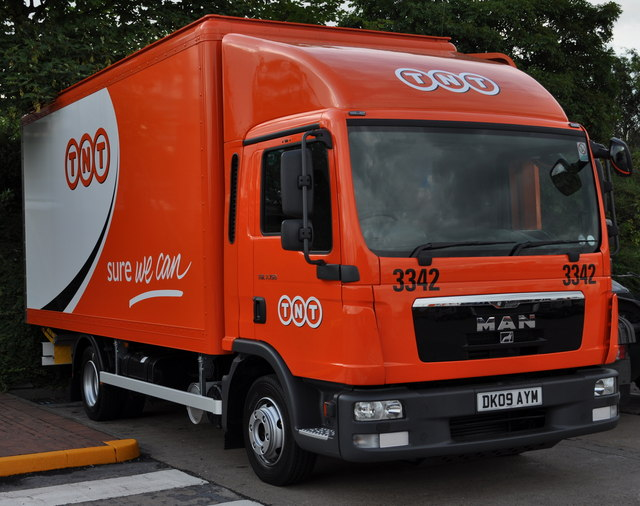
MAN TGL (2008—2012)

У 2008 р представлено оновлене сімейство TGL, яке отримало ґрати з блискучого чорного пластику в стилі старших братів TGS/TGX. Повна маса вантажівок від 7.5 до 12 т. Нові автомобілі отримали такі ж, як у TGX «багатофункціональне» кермо з кнопками і щиток приладів, нові речові відсіки і навіть систему ESP на замовлення.

### Фейсліфтинг 2012

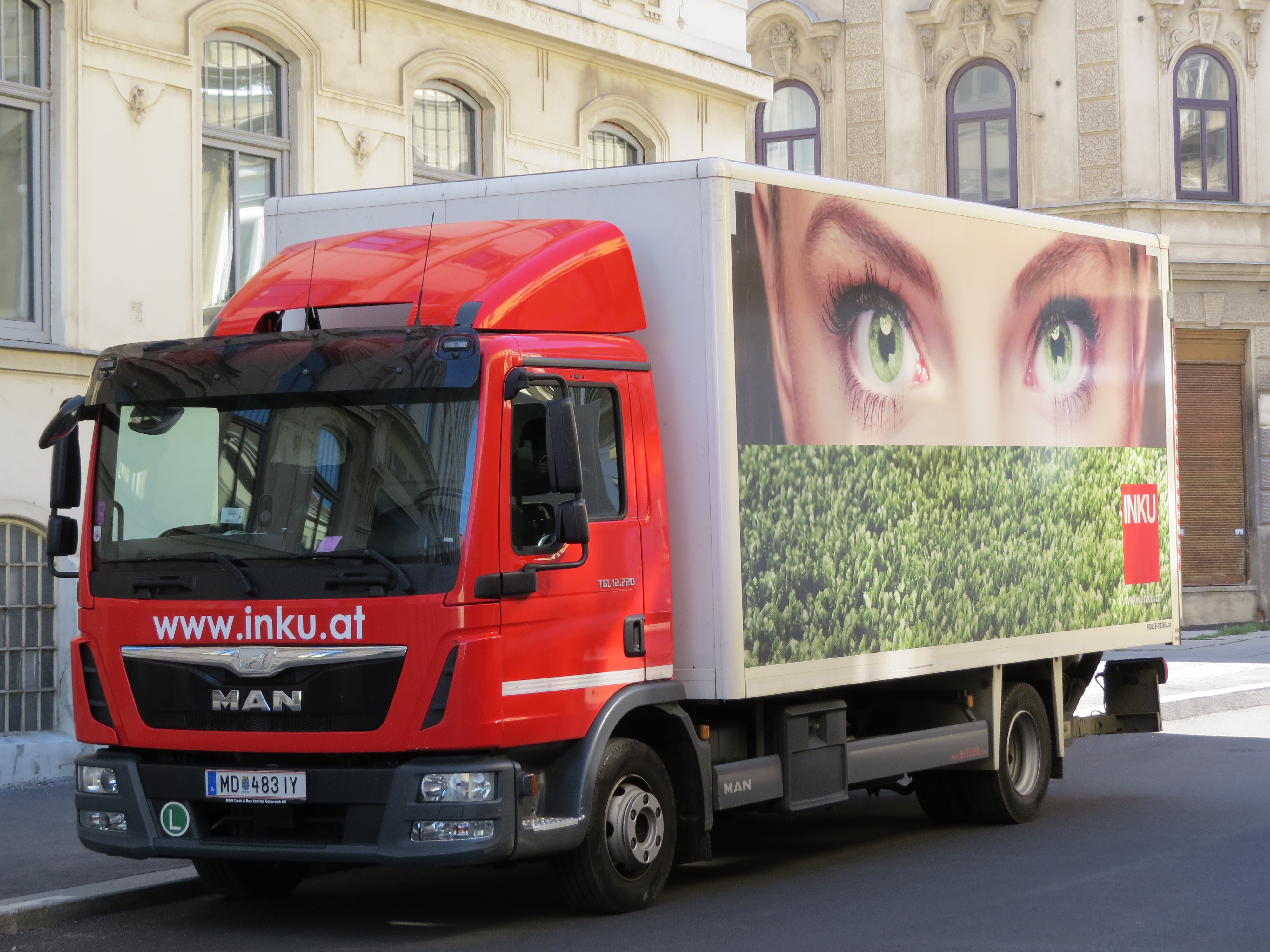
MAN TGL (2012—2017)

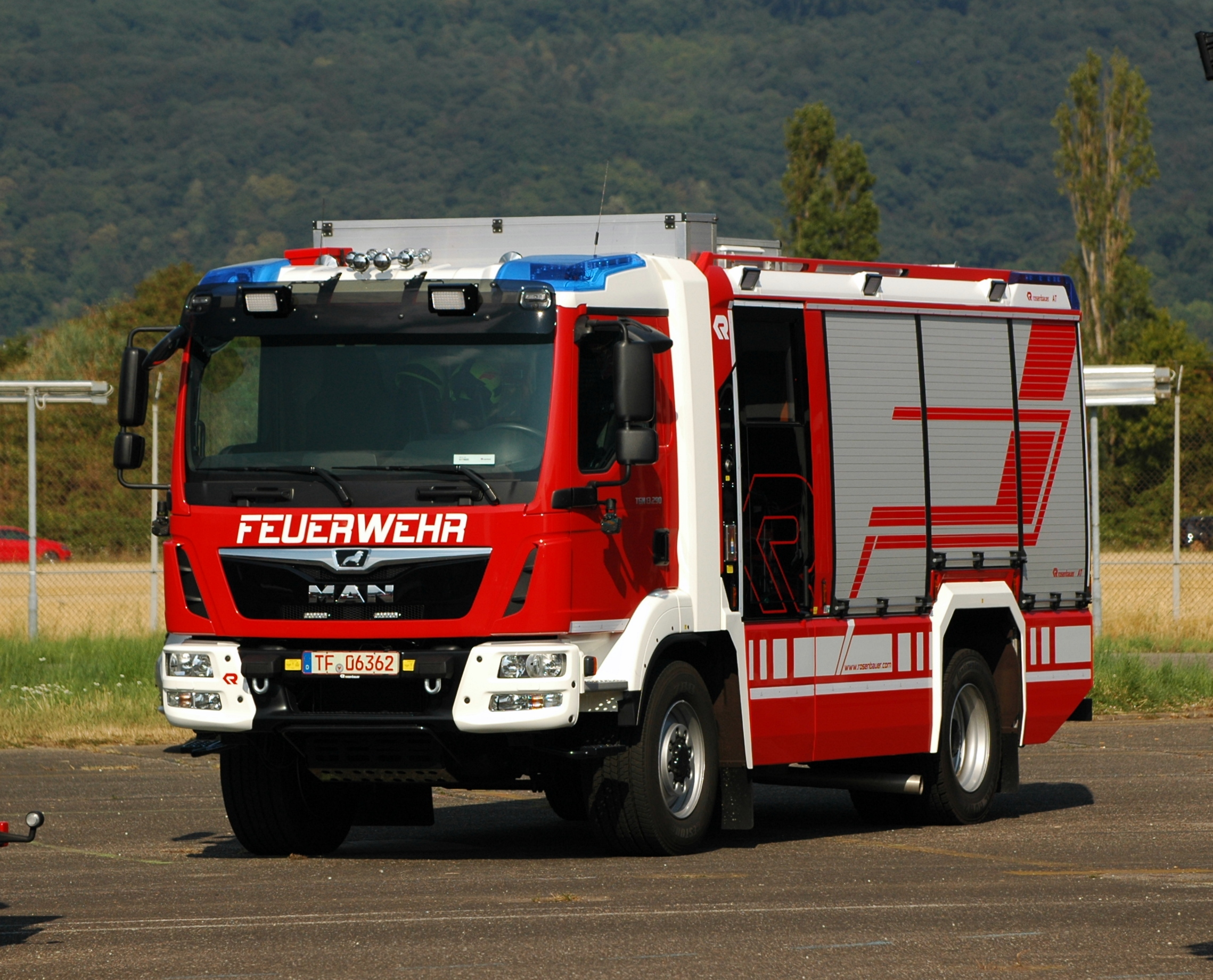
MAN TGL (з 2017)

На виставці IAA 2012 MAN Trucks також показав оновлені легкі і середньотонажні вантажівки TGL і TGM. Нові вантажівки оснащаються двигунами Euro 6 — 4- і 6-циліндровими MAN D08 з системою common-rail: версії Euro 5 і EEV цих двигунів вже встановлені більш ніж на 40000 автомобілів з 2009 року поєднання технології рециркуляції відпрацьованих газів (EGR), common-rail з максимальним тиском уприскування 1800 бар, двоступеневого турбонаддува (для двигунів могутніше 220 к.с.) і проміжним охолодженням повітря, що нагнітається, компенсує негативний вплив на витрату палива норм Euro 6. для досягнення норм Euro 6 ці системи доповнені технологією нейтралізації вихлопних газів SCR T за допомогою сечовини AdBlue. Крім того, всі TGL і TGM використовують стратегію регенерації HCI (Hydro Carbon Injection). 4- і 6-циліндрові рядні двигуни D08 видають від 110 кВт (150 к.с.) до 184 кВт (250 к.с.).
Інтер'єр виконаний в абсолютно іншому стилі: матова алюмінієва обробка, поверхні з зернистого пластика і хромовані ручки кабіни, що відображають атмосферу розкоші в кабіні. Дверні панелі були повністю перероблені. Яскрава смуга кольору шампанського візуально розділяє інтер'єр на 2 частини. Нова панель приладів стала більш функціональна і зручна у використанні. Система кондиціонування стала більш ефективною завдяки оптимізації повітряних потоків. Розподіл повітряних потоків також було покращено. До речі, TGL і TGM оснащуються в радіосистемою MAN BasicLine з можливістю програвання CD дисків.

## Друге покоління (з 2020)

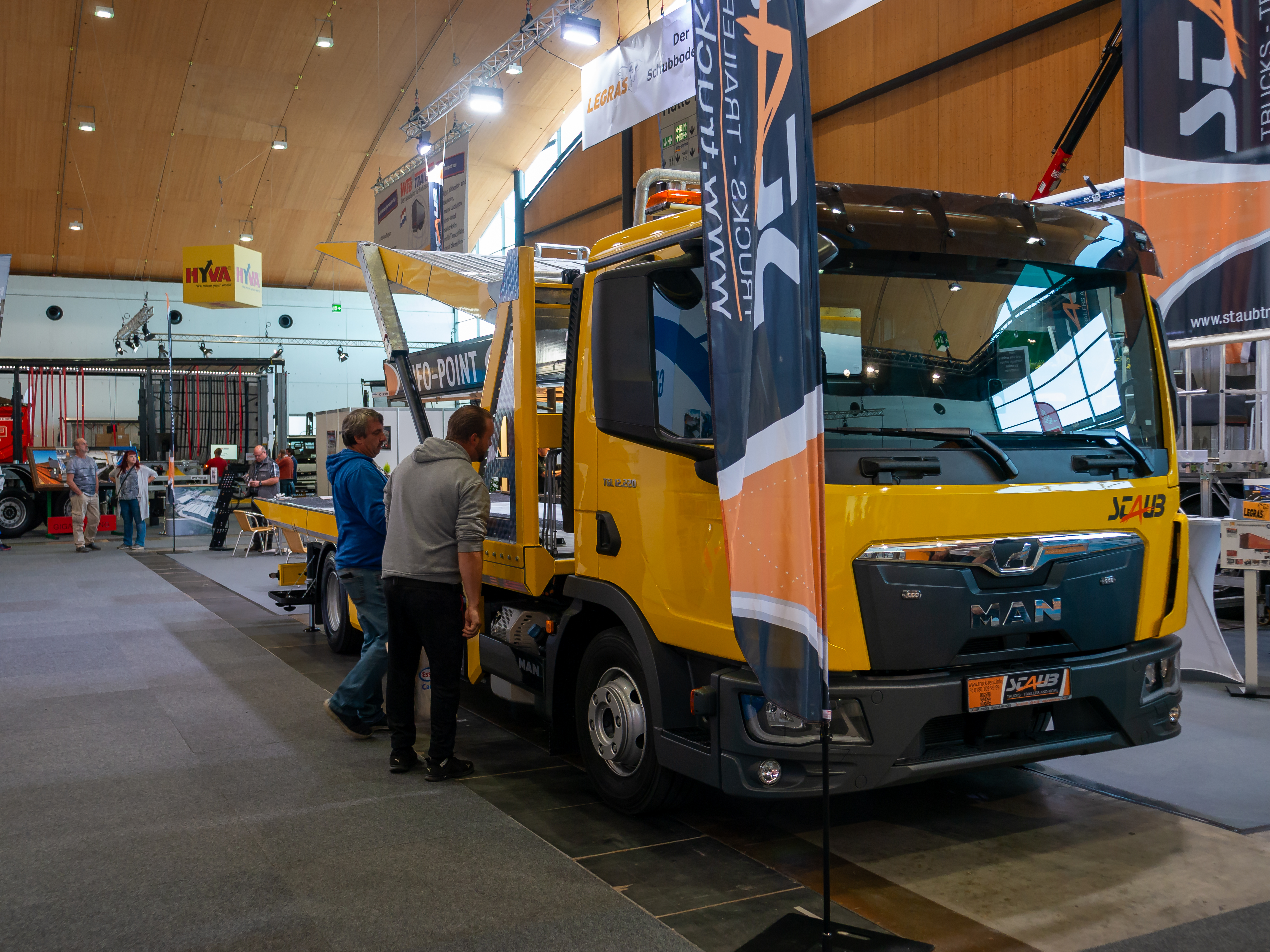
MAN TGL ІІ

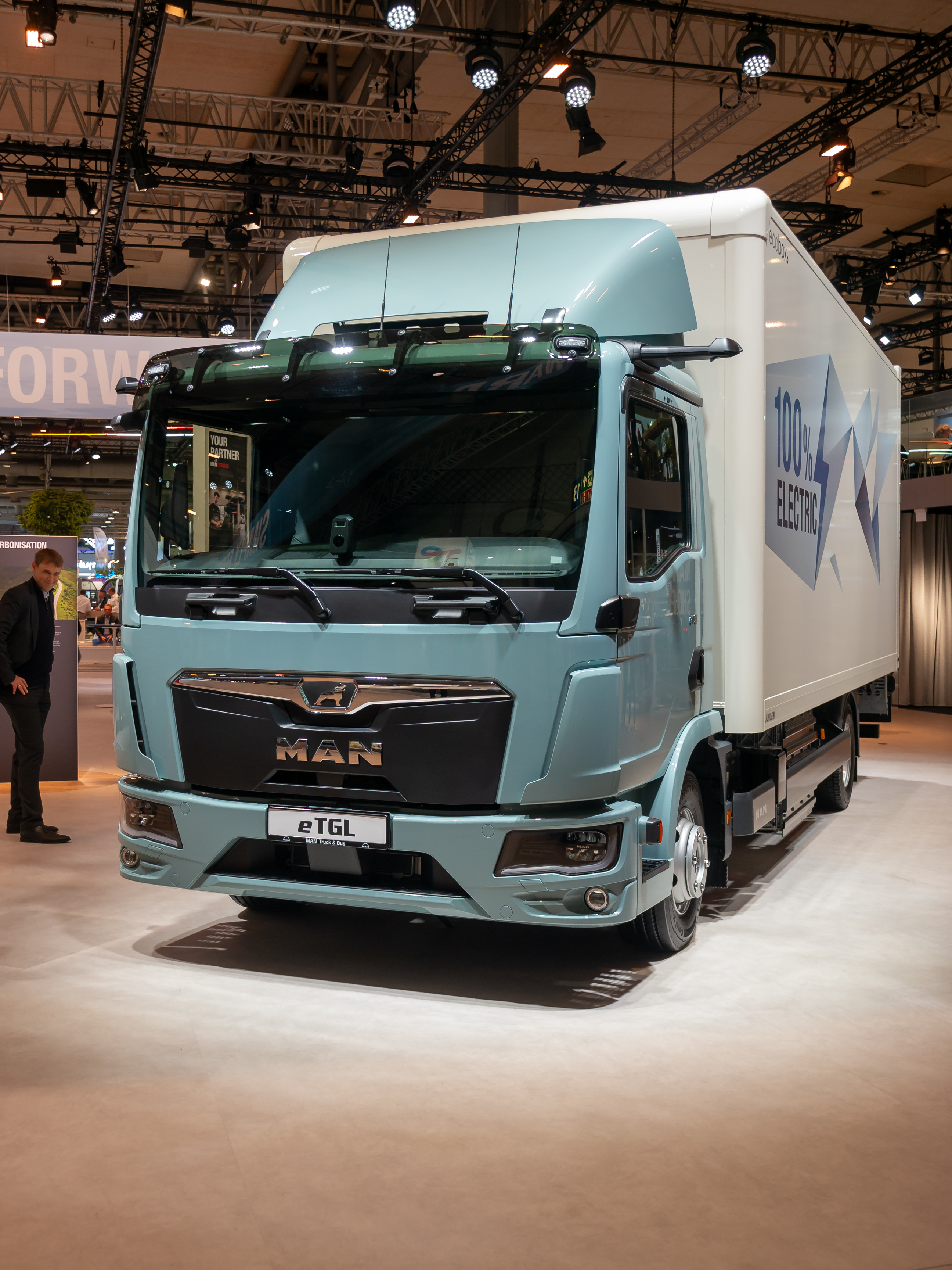
MAN eTGL

У 2020 році MAN представив друге покоління TGL з повністю новою кабіною шириною 2,24 м. Тут можливі чотири варіанти за довжиною – 1,62 м (С – Compact), 1,88 м (N – перевезення на короткі відстані), 2,28 м (F – далекобійні) та 2,78 м (B – дворядна). Варіантів по висоті три, із зовнішніми габаритами – 1645 мм (С), 1737 мм (N) та 2035 мм (M).
Інтер’єр повністю новий і натхненний новим MAN TGX.